# Jézus szent arca

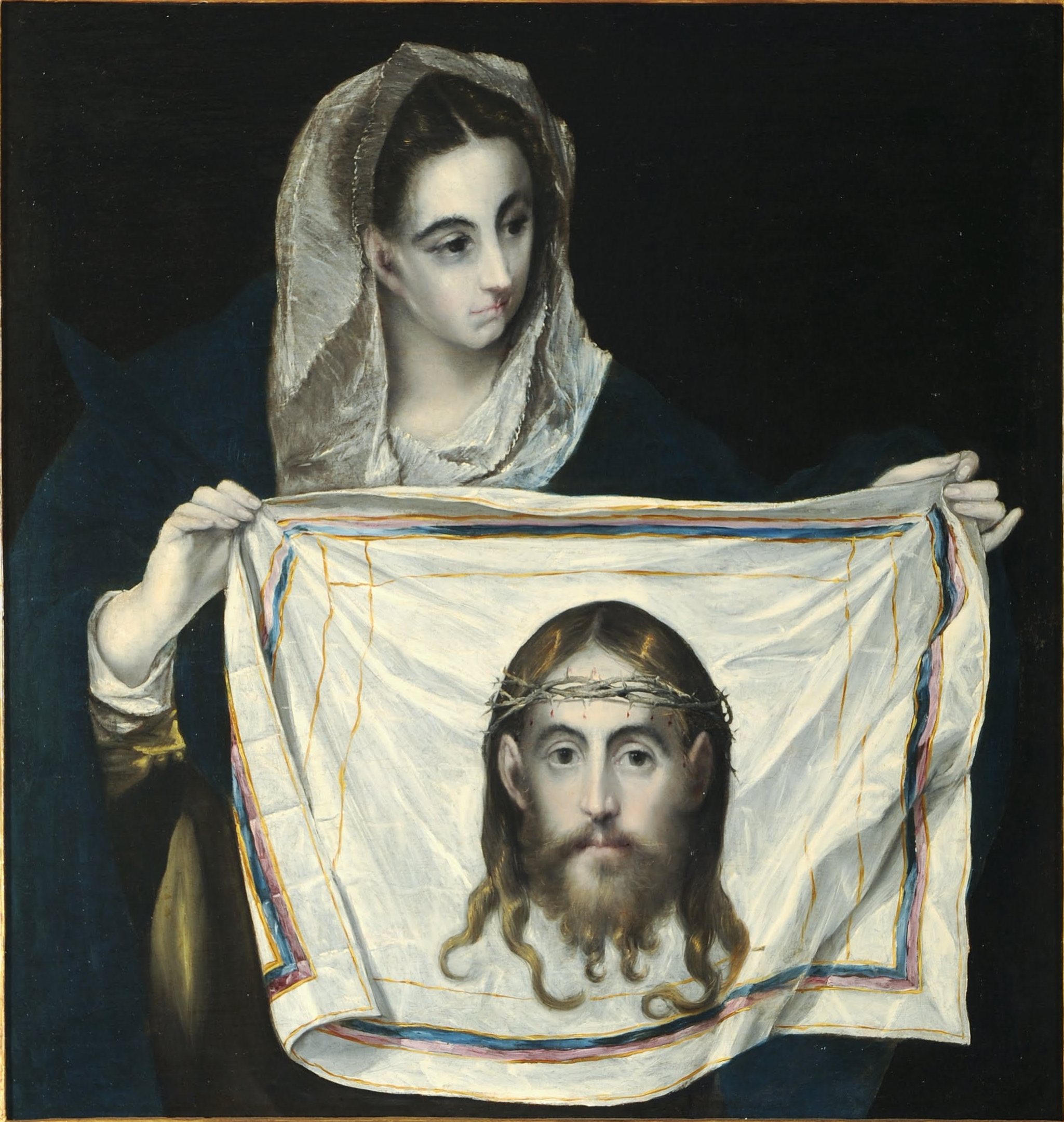
El Greco: La Veronica

Jézus szent arca a katolikus hagyomány szerint Isten megtestesült fiának, a názáreti Jézusnak emberi arca, „az isteni lényeg képmása”. A legenda szerint Jézus megcsúfolása után, miután arcát ököllel ütötték, leköpdösték, fejét tövissel megkoronázták, a keresztet vivő Krisztushoz odaszaladt egy asszony, és kendőjével letörölte a véres verítékkel borított arcát, és ez a kendő megőrizte Jézus arcának lenyomatát. Az asszony neve Veronika volt. Ez a női név latin és görög szavak egyesítéséből származik: veraeikon = „valódi kép”. Ezt az eseményt örökíti meg a katolikus egyházban gyakorolt keresztúti ájtatosság hatodik állomása is. Az evangéliumokban nincs utalás Veronikára, alakja egy 6. századi apokrif iratban tűnik fel. A kendőt azonosítják a Mandylionnal. Az eredeti ábrázolás az elbeszélés szerint nem ikon, hanem egy vászon volt, amelyről Jézus arclenyomatát át lehetett másolni más hordozóanyagokra.

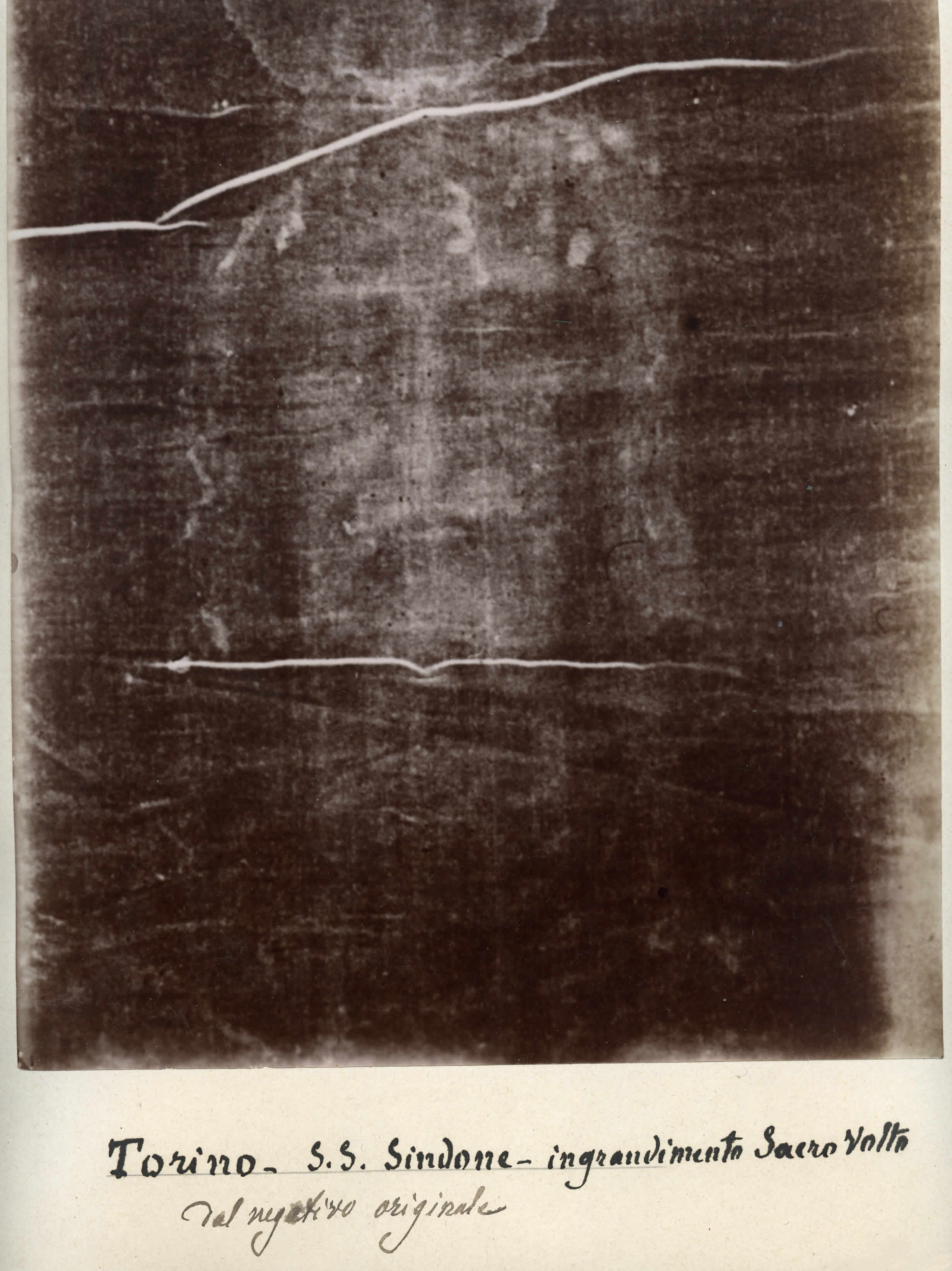
Jézus arclenyomatának hitt kép, a Torinói leplen (1898)

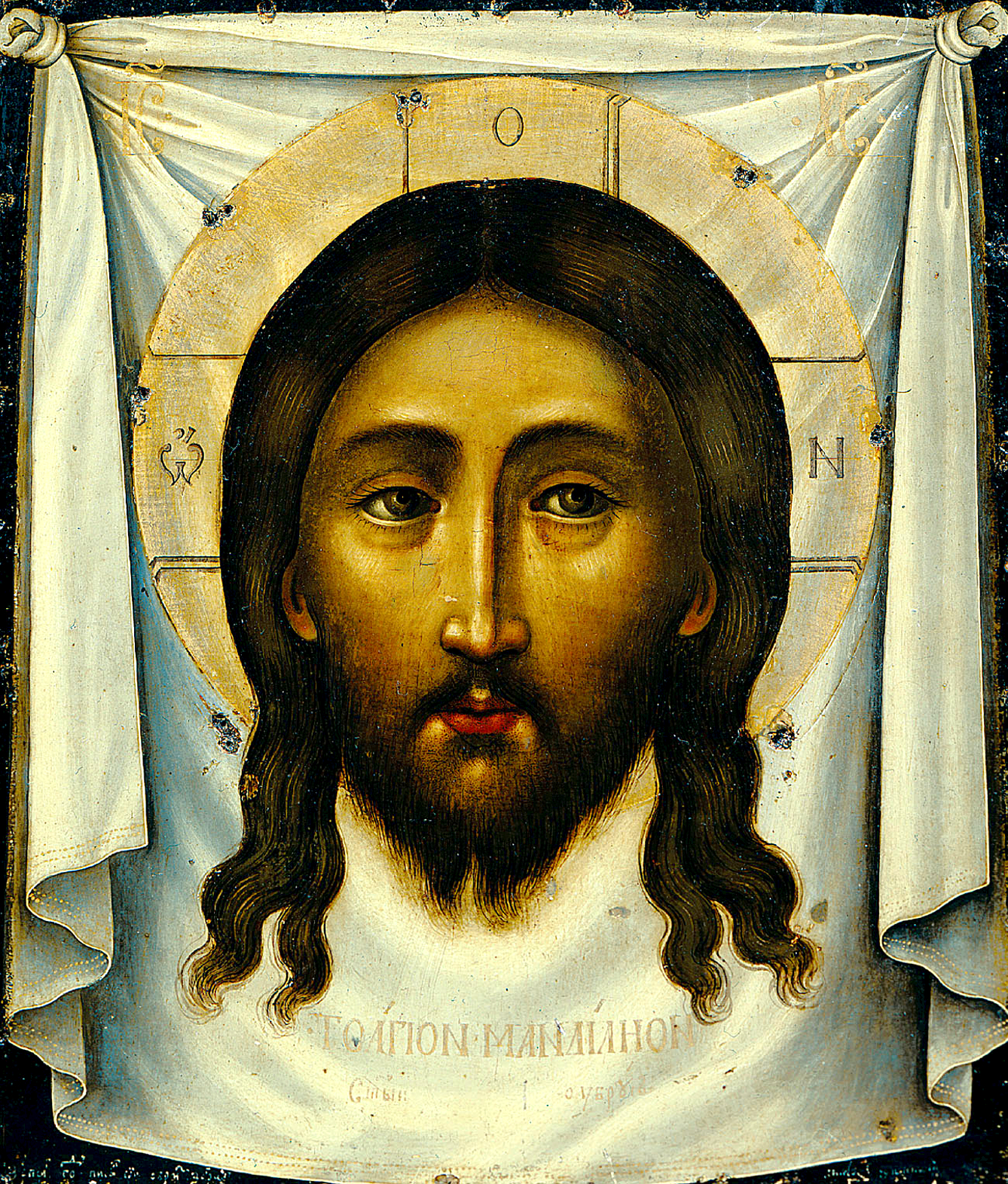
Szimon Fjodorovics Usakov (1626–1686), orosz ikonfestő: Mandylion („Nem Kézzel Készült Ikon”)

## Története, hagyománya
- 33 – Veronika a meggyötört Krisztus keresztvitele útján letörölte a szenvedő Jézus arcát, és a kendőjén csodálatosan megjelent Jézus arcának képmása. Veronika később átadta a relikviát I. Kelemen pápának (Szent Péter harmadik utódjának). a következő három évszázadon keresztül a kendőt a római katakombákban őrizték az ókori keresztényüldözések idején. Egy idő után, a Szent Kendő Szent Péter sírja fölé lett kihelyezve. A Szent Kendő relikvia azóta is ott maradt, hosszú évszázadokon keresztül.

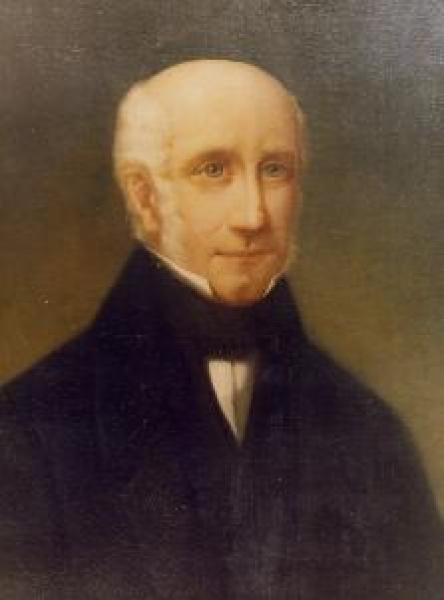
Léon Papin Dupont a „Szent Arc apostola”

- 1843–1847 – A Szent Péterről nevezett Mária, karmelita nővér, (Tours, Franciaország), Jézustól kinyilatkoztatásokat kapott. Jézus azt kívánta, hogy az egész világon valósuljon meg-az Ő Szent Arcának tisztelete. Azt a célt fejezte ki ez az áhítat, hogy elégtételt nyújtson az istenkáromlásokért és az istentelen beszédekért, a vasárnapok megszentségtelenítéséért, melyek világszerte elterjedtek, ugyanakkor olyan eszközként lett ez az áhítat alapítva, amelyen keresztül mindannyian Isten elé vihetjük szándékainkat, bármit, amit csak szeretnénk. Az áhítat melyet Krisztus nyilatkoztatott ki Szent Péterről nevezett Mária nővérnek, elsősorban az Arany Nyílvessző Ima és a Szent Arc litánia imádkozását foglalta magába. Ugyanakkor e tisztelet részeit képezik még további imádságok, mint rózsafüzérek, vagy imaláncok; valamint a Szent Arc Kereszt viselése amelybe a következő szavak vannak belevésve: „Áldott legyen az Isten neve!” és „Távozz Sátán” a hátlapon.
- 1848 – Szent Péterről nevezett Mária nővér a szentség hírében halt meg július 8-án. Csak kevéssel a halála előtt volt csak képes továbbítani adatokat és részletek az ő ötéves kinyilatkoztatásairól a helyi Tours-i püspöknek. Még lehetősége volt megosztani az információt egy barátjával, egy nyugdíjas Tours-i ügyvéddel, akit Leon Papin Dupontnak hívtak és akit később a „Szent Arc apostolának” neveztek.
- 1849 – Röviddel Szent Péterről nevezett Mária nővér halála után, IX. Piusz pápa nyilvános imákat rendelt Róma minden templomában, hogy kiengeszteljék Isten irgalmasságát a Pápai Államra, az akkortájt kezdődött forradalmak következtében. Ennek részeként három napos kihelyezésre került Veronika kendőjének ereklyéje, ami nyilvános tiszteletre lett kitéve a Szent Péter-bazilikában. A kiállítás harmadik napján csoda történt: a Krisztus arca a kendőn nagyon világossá/különössé vált, és lágy fényben ragyogott. A csoda láttán a Bazilika kanonokjai elrendelték a harangok megszólaltatását, ami felkeltette az emberek érdeklődését. A csoda három órán keresztül tartott, amelyet tanúsít az apostoli jegyzőkönyv, amely az esemény folyamán (készült). Ugyanakkor, a vatikáni Bazilika előjegyzési naplójában is feljegyezték. Még aznap este pontos másolatok készültek a kegyképről, amelyeket hozzá érintettek Veronika kendőjének ereklyéjéhez, a valódi kereszthez, és a lándzsához, amely átszúrta Krisztus oldalát, amelyet aztán később külföldre küldtek. Az ezt követő években a Vatikánban még számos képet készítettek hasonló módon, melyeknek egy részét szintén külföldre küldték.
- 1849–1876 – Leon Papin Dupont is kapott egy ilyen Vatikánban készült Szent Arc ereklyét, amelyet elhelyezett a nappalijában egy köpenyre, és a tisztelet jeleként folyamatosan olajlámpa égett előtte. Kezdetben egyedül imádkozott a kép előtt a barátaival (Az Arany Nyílvessző imát és a Szent Arca litániát) és az ismerőseivel. Nem sokkal ez után csodás gyógyulások történtek, ismerősei körében, akik megkenték önmagukat a Szent Arc kép előtt lévő lámpa olajából. Mivel a csodák megismétlődtek, Leon Dupont szalonja hamarosan zarándokhellyé vált és a híre keresztül szaladt egész Franciaországban. Ezek a csodák, mintegy harminc évig ismétlődtek egészen Leon Dupont haláláig. Ezért IX. Piusz pápa úgy találta, hogy valószínűleg Leon Dupont a legnagyobb csodát létrehozó az Egyház egész történetében. A tény, hogy ilyen hitelt érdemlő csodák történtek ezen áhítat által, bizonyítja a Szent Péterről nevezett Mária nővérnek adott kinyilatkoztatások hitelességét.
- 1877 – Leon Dupont halála után, az otthona a Szent Oratórium otthonává vált.
- 1885 – Jézus Szent Arcának tisztelete mindig létezett az Egyházban ilyen vagy olyan formában, és a revelációk és a tisztelet által történt csodák oda vezettek, hogy XIII. Leó pápa megalapította Jézus Szent Arcának Főkonfraternitását, az egész világra.[3]
- 1885–1897 – Jól ismert tény, hogy Lisieuxi (kis) Szent Teréz és a családja regisztrált tagja volt az Szent Arcot Engesztelő Főkonfraternitásnak. (Tours, Franciaország). Kis Szent Teréz nagyon tisztelte Jézus Szent Arcát , ezért is olvasható gyakran a szerzetesi nevének elején a Gyermek Jézusról nevezett után a „ Szent Arcról nevezett” név.
- 1910. április 27. – X. Piusz pápa engedélyezte Jézus Szent Arca ünnepét a Franciaországban található Cambrai-i főegyházmegye számára.[4]
- 1945 – XII. Piusz pápa engedélyezte a Szent Arc érmet, a Mária Pierina nővérnek adott magán-kinyilatkoztatások végett, hogy a Szent Arc érem, a Szent Arc tisztelet részeként mihamarabb terjedjen el.
- 1958 – XII. Piusz pápa Húshagyókeddet Jézus Szent Arcának ünnepévé nyilvánította.

## Tisztelete a keresztények körében
- Katolikusok egy csoportja azt vallja, sajnálatos és szerencsétlenséget hozhat a Jézus Szent Arca iránti tisztelet lassan feledésbe merülése.[4] Az I. világháború környékén kezdtek feledésbe merülni, a Szent Péterről nevezett Mária nővérnek adott üzenetek, a Szent Arc tiszteltre vonatkozólag. Rendkívüli jelentőségű és kiemelkedő fontossága van, e tisztelet elterjedésének az Isten haragjának lecsillapításában, és az Isteni Igazságosság feltartoztatásában, napjaink gonoszsága miatt. Továbbá a családokban akadályokat jelentő problémákra megoldást jelent a tisztelet gyakorlása.[5]
- Ortodoxok egy csoportja Ószövetségi helyeket – Izajás és Zsoltárok könyvét –, alapul véve csúnyának tartották Krisztus arcát.[6]
- Gnosztikus keresztények a szenvedést elutasítva viszont szépnek találták.